# Ферганско-кыпчакский язык
Ферга́нско-кыпча́кский язык — киргизско-кыпчакский язык, сформировавшийся на территории Средней Азии. По мнению Е.Д. Поливанова, ферганско-кыпчакский язык функционировал в качестве отдельного идиома еще в 1920-е годы.
Специалисты сравнительного языкознания отмечали ближайшую общность кыргызского и кыпчакского языков. В частности, известный советский лингвист Е. Д. Поливанов, проводивший в 30-х годах в республике исследования по кыргызскому языкознанию, в одной из своих неопубликованных работ заключал: 
Единственным действительно ближайшим и специфически близким киргизскому языку оказывается лишь крайне незначительный в статистическом отношении т. н. кыпчакский язык, язык ферганских кыпчаков (в своё время игравших столь известную роль в династической истории Кокандского ханства)...Е. Д. Поливанов.